# Еузебіуш Смолярек
Еузебіуш Смолярек (пол. Euzebiusz Smolarek, нар. 9 листопада 1981, Лодзь) — колишній польський футболіст, нападник.
Насамперед відомий виступами за клуби «Феєнорд» та «Боруссія» (Дортмунд), а також національну збірну Польщі.

## Клубна кар'єра
Народився 9 листопада 1981 року в місті Лодзі в родині відомого польського футболіста Влодзімежа Смолярека. Був названий на честь португальця Еусебіу, улюбленого гравця батька.
Вихованець футбольної школи клубу «Феєнорд». Дорослу футбольну кар'єру розпочав 2000 року в основній команді того ж клубу, в якій провів п'ять сезонів, взявши участь у 68 матчах чемпіонату. 
Своєю грою за цю команду привернув увагу представників тренерського штабу клубу «Боруссія» (Дортмунд), до складу якого приєднався 2005 року. Відіграв за дортмундський клуб наступні два сезони своєї ігрової кар'єри. Більшість часу, проведеного у складі «Боруссії», був основним гравцем атакувальної ланки команди.
Згодом з 2007 по 2012 рік грав у складі команд клубів «Расінг», «Болтон Вондерерз», «Кавала», «Полонія» та «Аль-Хор».
До складу клубу «АДО Ден Гаг» приєднався 2012 року. Відіграв за команду з Гааги лише 12 матчів в національному чемпіонаті, після чого повернувся на батьківщину, ставши гравцем клубу «Ягеллонія». 2013 року завершив професійну ігрову кар'єру.

## Виступи за збірну
У 2002 році дебютував в офіційних матчах у складі національної збірної Польщі. Провів у формі головної команди країни 47 матчів, забивши 20 голів.
У складі збірної був учасником чемпіонату світу 2006 року у Німеччині, чемпіонату Європи 2008 року в Австрії та Швейцарії.

## Титули і досягнення
- Футболіст року в Польщі: 2005, 2006, 2007